# Moufida Tlatli
Moufida Tlatli (Sidi Bou Said, 4 augustus 1947 - 7 februari 2021) was een Tunesische filmregisseur en politicus. Met Samt el qusur (Het zwijgen van het paleis) was ze in 1994 de eerste vrouw die in de Arabische wereld een avondvullende film regisseerde.
Tlatli werd in 1947 geboren in een buitenwijk van Tunis. Naar eigen zeggen ontdekte ze de cinema dankzij een filosofieleraar op de middelbare school, die een filmclub leidde.
Nadat ze in 1968 afstudeerde aan het Institut des hautes études cinématographiques te Parijs keerde ze terug naar Tunesië, waar ze als editor werkte bij verschillende Tunesische films.
Haar eerste avondvullende film Samt el qusur (Het zwijgen van het paleis) regisseerde ze in 1994. De film kreeg enthousiaste kritieken en won verschillende prijzen, waaronder de Gouden Camera in het Filmfestival van Cannes, de Gouden Tanit in het Filmfestival van Carthago en de FIPRESCI-prijs bij het Internationaal filmfestival van Toronto.
Haar tweede film, La saison des hommes (Het seizoen van de mannen), kreeg in 2000 een plek in het nevenprogramma in het Filmfestival van Cannes.
Na de Tunesische Jasmijnrevolutie werd ze in 2011 Minister van Cultuur in de overgangsregering van Mohamed Ghannouchi.

## Filmografie
- 1994: Samt el qusur (Het zwijgen van het paleis)
- 2000: La saison des hommes (Het seizoen van de mannen)
- 2004: Nadia en Sarra

- Bibsys: 1060333
- Bibliothèque nationale de France: cb14141413d (data)
- Gemeinsame Normdatei: 130025275
- International Standard Name Identifier: 0000 0000 8369 6613
- Library of Congress Control Number: nr2002033055
- Nationale Bibliotheek van Israël: 987007433742105171
- Nederlandse Thesaurus van Auteursnamen: 144863251
- Système universitaire de documentation: 069409366
- Virtual International Authority File: 32206111
- WorldCat: E39PBJgRPCrR7TWbypyff7TT73